# My Generation (пісня)
«My Generation» — пісня британського рок-гурту The Who.
У Великій Британії вона вийшла як сингл 29 жовтня 1965 року і досягла 2 місця в синглового чарті, що на той момент стало найвищою позицією в британських чартах в історії гурту . У США сингл з цією піснею вийшов трохи пізніше і дістався до 74 місця (в Billboard Hot 100).
Журнал Rolling Stone помістив пісню «My Generation» у виконанні гурту Who на 11 місце свого списку «500 найкращих пісень усіх часів», а телеканал VH1 — на 13 місце свого списку «100 найкращих рок-пісень» . Також в 1999 році пісня була включена в Зал слави «Греммі» .
Крім того, «My Generation» разом з ще трьома піснями у виконанні гурту Who — «Baba O'Riley», «Go to the Mirror!» і «I Can See for Miles» — входить в створений Залом слави рок-н-ролу список 500 Songs That Shaped Rock and Roll.
В 1999 году сингл гурту The Who з цією піснею (яка вийшла у 1965 році на лейблі Decca Records) був прийнятий в Зал слави премії «Греммі».
У 2016 році стала вступною композицією в аніме «Форма голосу»[неавторитетне джерело][значущість факту?].

## Чарти
| Чарти (1965—1966)                         | Найвища позиція |
| ----------------------------------------- | --------------- |
| Австралія (Kent Music Report)             | 2               |
| Австрія (Ö3 Austria Top 75)               | 9               |
| Canada Top Singles (RPM)                  | 3               |
| Франція (IFOP)                            | 13              |
| Німеччина (Official German Charts)        | 6               |
| Ірландія (IRMA)                           | 7               |
| Нідерланди (Dutch Top 40)                 | 5               |
| Нідерланди (Mega Single Top 100)          | 7               |
| Велика Британія (Official Charts Company) | 2               |
| США (Billboard Hot 100)                   | 74              |

| Чарти (1988)                  | Найвища позиція |
| ----------------------------- | --------------- |
| Австралія (Kent Music Report) | 88              |

## Сертифікації
| Велика Британія (BPI)                             | Срібло | 250 000* |
| * дані про продажі базуються лише на сертифікації |        |          |